# サティア・ナデラ
サティア・ナデラ（英語: Satya Nadella、1967年8月19日 - ）は、インド出身のアメリカの実業家。マイクロソフトCEO兼会長。
マイクロソフト・クラウド・エンタープライズ部門エグゼクティブ・バイスプレジデント、Bing・Xbox・Microsoft Office各最高責任者、清華大学経済管理学院顧問委員。
名のサティヤ（Satya）は、梵語で「普遍」「絶対的な真理」「実在」などの意。

## 来歴
1967年8月19日、インド・ハイデラバードにてテルグ語が母語のヒンドゥー教徒家庭に生まれる。
マニパル工科大学にて電気工学の学士号を取得。電子工学と通信工学を学んだ。
学生時代はクリケットに夢中になり、そこでチームワークやリーダーシップについて学んだと語っている。
ウィスコンシン大学ミルウォーキー校情報科学MS、シカゴ大学MBA。
1992年、サン・マイクロシステムズからマイクロソフトに転職。なお、マイクロソフトからのオファーを受けた当時はシカゴ大学ビジネススクールに在学し、当時は「金曜日の夜にシカゴへ飛び、土曜日のクラスに出席し、その後今週中に仕事に戻る為にレドモンドに戻る生活」で、2年半かけてMBAを取得したと語っている。
サーバ部門、ビジネスソリューション部門などを経て、2008年、オンラインサービス部門の上級副社長に就任していた。
2011年、サーバ&ツール部門社長。
2013年、同社のリストラを契機にして、クラウドやエンタープライズエンジニアリング部門の上級副社長に就任していた。
2014年2月4日、スティーブ・バルマーの退任後、最高経営責任者に就任し、ビル・ゲイツ、スティーブ・バルマーに次ぎ、三代目CEOとなる。
清華大学経済管理学院顧問委員でもある。

## 人物
妻と子供3人がいる。脳性麻痺により手足が動かせず車椅子生活を送っていた全盲の長男のザインは2022年2月に26歳で死去した。
エンジニア肌ながら、クリケットと詩を趣味に持つという一面もある。
アメリカのプロクリケットリーグのMLC所属チームであるシアトル・オルカズの共同オーナーを兼任している。

## 著作
サティア・ナデラ、グレッグ・ショー、ジル・トレイシー・ニコルズ 著、山田美明・江戸伸禎 訳『Hit Refresh (ヒット リフレッシュ) マイクロソフト再興とテクノロジーの未来』日経BP、2017年11月20日（原著2017年9月26日）。ISBN 978-4822255336。